# دورام
latitudeدورامlongitudeدورام
دورام (به انگلیسی: Durham) (‎/ˈdʌrəm/‎، locally ‎/ˈdɜːrəm/‎) شهری است در ناحیه شمال شرقی انگلستان که مرکز بخش دورام به شمار می‌رود. جمعیت این شهر و حومه بر اساس سال ۲۰۱۱ حدوداً ۴۸،۰۶۹ ارزیابی شده است.
دورام بیشتر به خاطر وجود کیلسای جامع دورام و قلعه دورام مربوط به قرن ۱۱ میلادی شناخته می‌شود. همچنین دانشگاه دورام نیز از دیگر مراکز مهم این شهر است.